# Marcos Paz (futbolista)
Marcos David Paz Álvarez (Santa Cruz de la Sierra, 29 de julio de 1979) es un exfutbolista boliviano. Actualmente es asistente técnico de Alberto Illanes en CDT Real Oruro. Como jugador se desempeñó como centrocampista.

## Clubes

### Como jugador
| Club           | País    | Año         |
| -------------- | ------- | ----------- |
| Iberoamericana | Bolivia | 2000 - 2003 |
| Real Potosí    | Bolivia | 2004        |
| Bolívar        | Bolivia | 2005        |
| Real Potosí    | Bolivia | 2006 - 2009 |
| The Strongest  | Bolivia | 2010        |
| San José       | Bolivia | 2011        |
| The Strongest  | Bolivia | 2011 - 2015 |

### Como asistente
| Club                | País    | Año           | Asistente de    |
| ------------------- | ------- | ------------- | --------------- |
| The Strongest       | Bolivia | 2016          | Mauricio Soria  |
| selección boliviana | Bolivia | 2016          | Mauricio Soria  |
| Nacional Potosí     | Bolivia | 2018 - 2019   | Alberto Illanes |
| The Strongest       | Bolivia | 2020 - 2021   | Alberto Illanes |
| Jorge Wilstermann   | Bolivia | 2022          | Alberto Illanes |
| FC Universitario    | Bolivia | 2023          | Alberto Illanes |
| Nacional Potosí     | Bolivia | 2024          | Alberto Illanes |
| CDT Real Oruro      | Bolivia | 2025-presente | Alberto Illanes |

## Palmarés

### Como jugador
títulos nacionales
| Título           | Club          | Año           |
| ---------------- | ------------- | ------------- |
| Primera División | Real Potosí   | Apertura 2007 |
| Primera División | The Strongest | Apertura 2011 |
| Primera División | The Strongest | Clausura 2012 |
| Primera División | The Strongest | Apertura 2012 |
| Primera División | The Strongest | Apertura 2013 |